# قطعنامه ۳۶۹ شورای امنیت
قطعنامه ۳۶۹ شورای امنیت سازمان ملل متحد که در تاریخ ۲۸ مه ۱۹۷۵ تصویب شد، سندی بین‌المللی دربارهٔ اسرائیل-سوریه است. این قطعنامه طی نشست ۱٬۸۲۲ام با ۱۳ موافق، ۰ مخالف و ۰ ممتنع تصویب شد.